# Cryptandra
Cryptandra är ett släkte av brakvedsväxter. Cryptandra ingår i familjen brakvedsväxter.

## Bildgalleri

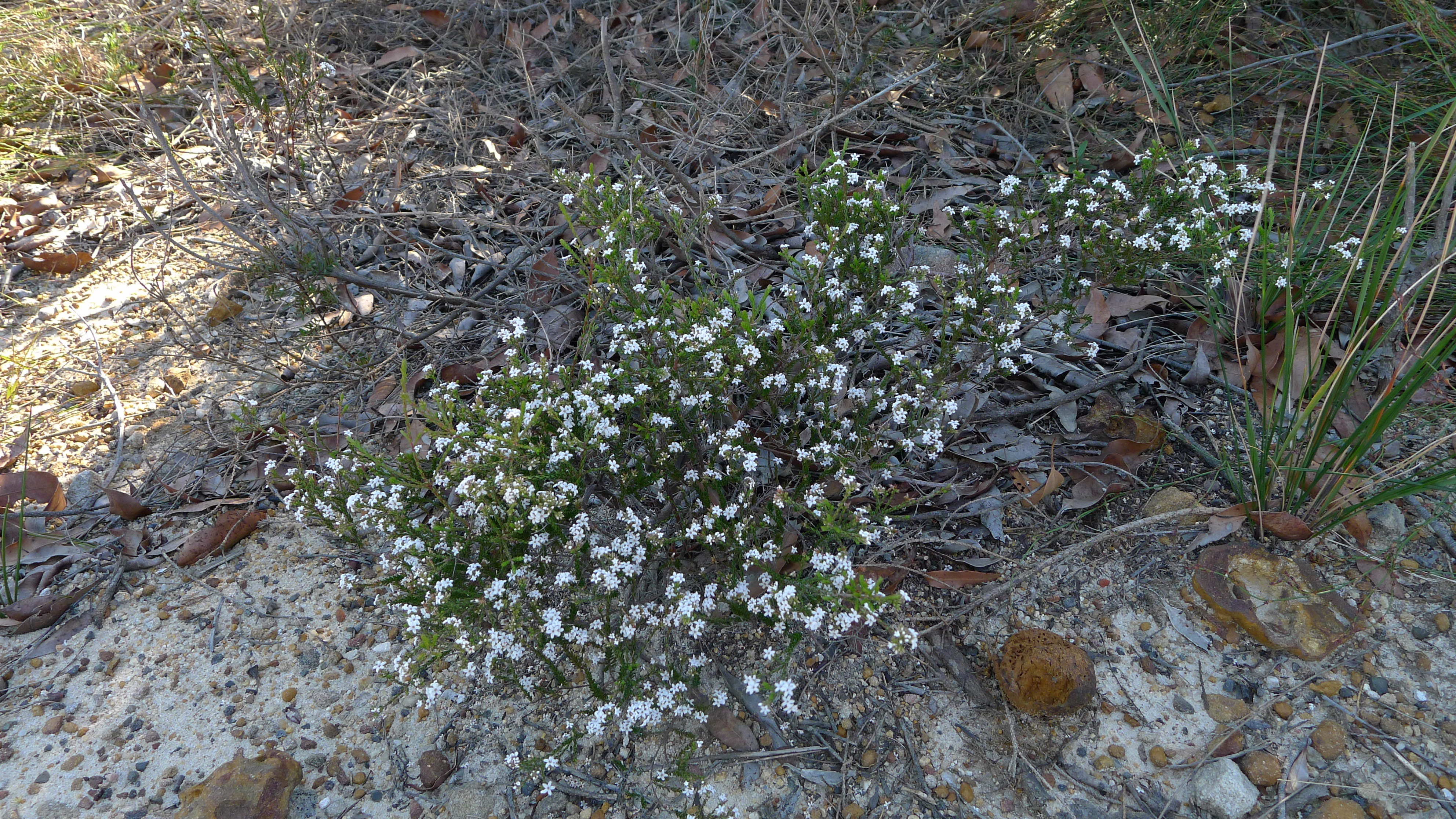

## Dottertaxa tillCryptandra, i alfabetisk ordning[1]
- Cryptandra alpina
- Cryptandra amara
- Cryptandra apetala
- Cryptandra arbutiflora
- Cryptandra aridicola
- Cryptandra armata
- Cryptandra beverleyensis
- Cryptandra ciliata
- Cryptandra congesta
- Cryptandra coronata
- Cryptandra craigiae
- Cryptandra crispula
- Cryptandra debilis
- Cryptandra dielsii
- Cryptandra distigma
- Cryptandra ericoides
- Cryptandra exilis
- Cryptandra exserta
- Cryptandra filiformis
- Cryptandra gemmata
- Cryptandra glabriflora
- Cryptandra graniticola
- Cryptandra hispidula
- Cryptandra humilis
- Cryptandra imbricata
- Cryptandra inconspicua
- Cryptandra intermedia
- Cryptandra intonsa
- Cryptandra intratropica
- Cryptandra lanosiflora
- Cryptandra leucophracta
- Cryptandra leucopogon
- Cryptandra longistaminea
- Cryptandra micrantha
- Cryptandra miliaris
- Cryptandra minutifolia
- Cryptandra monticola
- Cryptandra multispina
- Cryptandra mutila
- Cryptandra myriantha
- Cryptandra nola
- Cryptandra nutans
- Cryptandra orbicularis
- Cryptandra parvifolia
- Cryptandra pendula
- Cryptandra petraea
- Cryptandra pogonoloba
- Cryptandra polyclada
- Cryptandra propinqua
- Cryptandra pumila
- Cryptandra pungens
- Cryptandra recurva
- Cryptandra rigida
- Cryptandra scoparia
- Cryptandra speciosa
- Cryptandra spinescens
- Cryptandra spyridioides
- Cryptandra stellulata
- Cryptandra tomentosa
- Cryptandra triplex
- Cryptandra tubulosa
- Cryptandra waterhousii
- Cryptandra wilsonii